# Klädvård
Klädvård är vård av kläder och innefattar åtgärder som till exempel lagning och tvättning och syftar till att öka livslängden på plaggen. 

## Historik
Länge var kläder viktiga ägodelar som ansågs värda att vårda väl. Klädvård kunde vara en arbetskrävande procedur, men eftersom tyg var dyrt och omständligt att tillverka var det självklart även i välbeställda familjer att lappa, laga och sy om. Man vände på kragar och Manschetter tills kläderna var utslitna. Man använde kläder så länge som möjligt.
Innan tvättmaskinen blev vanlig på 1950-talet var det tungt och svårt att tvätta kläder.
Eftersom det ofta var kvinnorna som ansågs ansvara för kläderna förutsattes det att de lärde sig hur man bedrev klädvård. Kunskapen spreds från mor till dotter och från husmor till tjänstefolk. Först i slutet av 1800-talet kom det handböcker om klädvård.
I takt med att konfektionen ökade, det vill säga färdigsydda och billiga plagg ofta i lättskött konstmaterial, minskade kunskapen om klädvård och kläderna började då kasseras istället för att lagas när de var urtvättade och uttjänta.
Uttrycket fattiglapp kommer från klädvård. Om det inte fanns något material kvar att ta ifrån i ursprungsplagget, och ett annat tyg användes istället, så syntes lappen och lagningen tydligt. Därför kallades lappen för en fattiglapp.

## Lagning
Ett sätt att laga kläder med hål, utöver att lappa dem, är den ganska tidskrävande tekniken konststoppning. Under starkt ljus, med förstoringsglas, pincett och specialnålar, vävs tyget om tråd för tråd där det är trasigt.

## Syfte
Miljöpåverkan från plagg som säljs i Sverige
|  | produktionen (70 %) |

|  | kundens resa till och från butiken (22 %) |

|  | transporten av plaggen från tillverkningslandet till butiken (4 %) |

|  | tvättning och torkning (3 %) |

|  | avfallshanteringen (1 %) |

Att vårda kläder kan spara konsumenten pengar och minska belastningen på miljön. Den enskilt största insatsen man kan göra för att minska miljöpåverkan från sin klädkonsumtion är att vara varsam med sina kläder så att de håller länge.

## Skydd, vädring, borstning, press och tvätt
Kläderna kan skyddas mot svett genom att inte bära dem direkt mot kroppen: Ha andra kläder under i lager på lager eller tråckla i en ärmlapp.
Istället för att tvätta kläder kan de ofta istället skakas, piskas och vädras. Kläder i ylle, bomull, linne kan sprayas med en del 12% ättika blandad med en del vatten och därefter vädras. När plagget har vädrats ute ett par dagar, och när lukten av ättika är borta, är också lukten i kläderna borta. Man bör dock vara försiktig med känsliga material.
Yllekappor och överrockar kan vädras och borstas för att få ur smuts och återfå lyster genom att yllen reser sig.
Genom att pressa plagg kan de se nyare ut.
Ett sätt att få kläder att hålla längre är att tvätta dem så lite som möjligt, något som även minskar belastningen på miljön. Eftersom tvättemperaturen har försvinnande liten påverkan på plaggets totala klimatpåverkan kan det vara bättre att tvätta i högre temperaturer men mer sällan. Ibland behöver inte hela plagget tvättas. Fläckar kan behandlas lokalt med till exempel galltvål eller flytande såpa. Siden och liknande material måste dock blötas helt för att inte bli fläckiga. Efter att ha tvättat kläderna är det ofta bättre att låta dem lufttorka eftersom det sliter mindre på kläderna än att de torktumlas.

## Förvaring och lagring
Vad som är optimal förvaring skiljer sig mellan plagg. Skjortor eller kjolar bör hängas på galge, medan stickade tröjor kan bli fula av det.
Kläder som lammull eller liknande bör förvaras i vakuumpåsar för att plaggen ska hålla längre samt skyddas mot lukt och ohyra som pälsängrar och mal.